# Jacques Nicolas Bellavène
Jacques Nicolas Bellavène (* 20. Oktober 1770 in Verdun; † 8. Februar 1826 in Milly-la-Forêt) war ein französischer Général de division.

## Leben
Am 24. März 1791 trat Belavène als Kadett in die Armee ein und wurde bereits ein Jahr darauf zum Sous-lieutenant befördert. Als solcher fungierte er als Ordonnanzoffizier im Stab der Rheinarmee. Mit Wirkung vom 19. Mai 1793 berief man ihn zum Aide-de-camp.
Bellavène nahm an der Belagerung von Mainz (14. April bis 23. Juli 1793) teil; u. a. war er mit seinen Truppen maßgeblich an der Gefangennahme 600 „Rotröcken“ beteiligt. Als er in der Schlacht bei Rastatt (5. Juli 1796) General Jean-Chrysostôme Bruneteau de Sainte-Suzanne zu Hilfe eilen wollte, wurde er von seinem Pferd geschossen und verlor durch diese Verletzung ein Bein.
Nach dem Frieden von Lunéville (9. Februar 1801) beauftragte ihn Napoleon, die École speciale militaire de Saint-Cyr neu zu organisieren und diese auch zu leiten.
Während der Restauration wurde Bellavène von seinen Posten abgesetzt (2. August 1814) und am 1. Januar 1815 mit halben Sold mehr oder weniger entlassen. Als Napoleon die Insel Elba verlassen hatte und die Herrschaft der Hundert Tage begann, bekam Bellavène seine früheren Ämter wieder übertragen. Aus Dankbarkeit stiftete dieser 4.000 Francs für die Ausrüstung der Garde nationale.
Als Napoleon nach der Schlacht bei Waterloo (18. Juni 1815) zur Abdankung gezwungen wurde (22. Juni 1815), gab Bellavène freiwillig alle Ämter und Posten auf und ließ sich am 27. September desselben Jahres in seiner Heimatstadt nieder. Er starb am 8. Februar 1826 im Alter von über 55 Jahren und fand dort auch seine letzte Ruhestätte.

## Ehrungen
- 1802 Chevalier der Ehrenlegion
- 1804 Commandeur der Ehrenlegion
- 1808 Baron de l’émpire
- 1814 Ordre royal et militaire de Saint-Louis
- Sein Name findet sich am östlichen Pfeiler (17. Spalte) des Triumphbogens am Place Charles-de-Gaulle (Paris).